# Saskia Giorgini
Saskia Giorgini (nacida en 1985)  es una pianista italo-holandesa, ganadora del Concurso Internacional Mozart de Salzburgo en 2016. Debutó en el Musikverein de Viena en febrero de 2017 tocando un recital íntegro de Mozart. Su grabación de las Armonías Poéticas y Religiosas de Franz Liszt fue lanzada con el sello PENTATONE en 2021 con gran éxito y ganando un Diapason d'Or.
Actualmente, es profesora de piano en la Universidad Anton Bruckner en Linz, Austria.

## Discografía
- Debussy. Images. Pentatone, 2024.
- Liszt. Consolations. Pentatone, 2023.
- Liszt. Harmonies poétiques et religieuses. Pentatone, 2021.
- Respighi. Songs. Con Ian Bostridge. Pentatone, 2021.
- Schubert. Die schöne Müllerin. Con Ian Bostridge. Pentatone, 2020.
- Enescu. Piano Sonata Op.24 & Suite Op.18. Piano Classics, 2019.